# 巴哈馬島斯氏脂䲁
巴哈馬島斯氏脂䲁（學名：Starksia hassi），為輻鰭魚綱䲁形目脂䲁科斯氏脂䲁屬的一個種，種名是為了紀念奧地利生物學家、水下潛水先驅漢斯·哈斯（Hans Hass，1919-2013），他是這次探險的領隊，並採集了該物種的樣本，分布於中西大西洋巴哈馬至大安地列斯群島、南美洲北部海域，深度6至175公尺，本魚體長，扁平，頭鈍，眼、鼻孔和頸觸鬚不分支，鼻觸鬚長，背鰭硬棘與鰭條之間有缺刻，雄魚第一臀鰭棘長與鰭的其餘部分分離，變為性器官，側線連續，前段拱起，後段直，側線鱗片15枚，體淡紅褐色至淡紫褐色，眼下有2個小黑點，眼下角後有一淡色或白色斑塊，鰓蓋下緣有小黑點或不規則的細黑線，臉頰的顏色比頭部其他部分的顏色深，身體有不明顯的黑條，背鰭基部有一排深紅色斑點，在這斑點之間，有一條白條紋，背鰭硬棘19-21枚、背鰭軟條8-9枚、臀鰭硬棘2枚、臀鰭軟條17枚，體長可達4公分，棲息在珊瑚礁，通常躲在管狀海綿，生活習性不明。